# Clearlake
Clearlake é uma cidade localizada no estado americano da Califórnia, no condado de Lake. Foi incorporada em 14 de novembro de 1980.

## Geografia
De acordo com o United States Census Bureau, a cidade tem uma área de 27,4 km², onde 26,2 km² estão cobertos por terra e 1,2 km² por água.

### Localidades na vizinhança
O diagrama seguinte representa as localidades num raio de 24 km ao redor de Clearlake. 

## Demografia
Segundo o censo nacional de 2010, a sua população é de 15 250 habitantes e sua densidade populacional é de 581,25 hab/km². É a cidade mais populosa do condado de Lake. Possui 8 035 residências, que resulta em uma densidade de 306,25 residências/km².

## Marco histórico
Clearlake possui apenas uma entrada no Registro Nacional de Lugares Históricos, o Borax Lake-Hodges Archeological Site, o qual também é um Marco Histórico Nacional.